# One Wheel Truck
Die One Wheel Truck Co. war ein US-amerikanischer Hersteller von Zugmaschinen mit Sitz in St. Louis.

## Fahrzeug
Das Fahrzeug hatte einen Einzylindermotor mit 921 cm³ Hubraum bei 95 mm Bohrung und 130 mm Hub. Ein Dreiganggetriebe übertrug die Motorleistung auf das einzelne, vollgummibereifte Rad. Es hatte 850 mm Durchmesser und die Felge war 250 mm breit. Die Einheit aus Rad mit Antrieb und Führerhaus saß drehbar in einem Rahmen, der statt Deichsel und Zuggeschirr vor ein Fuhrwerk gebaut werden konnte. Anders als die sonst in dieser Zeit gebräuchlichen Vorsetzwagen ersetzte der One Wheel Truck nicht die Vorderachse des gezogenen Fahrzeugs. Zur Motorkühlung gab es ein Wasserreservoir mit 250 l Inhalt, das gleichzeitig als Ballast die Traktion des Fahrzeuges erhöhte.

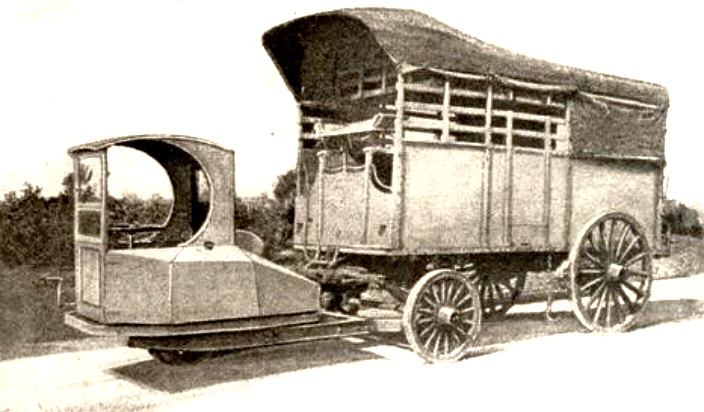
One Wheel Truck um 1917
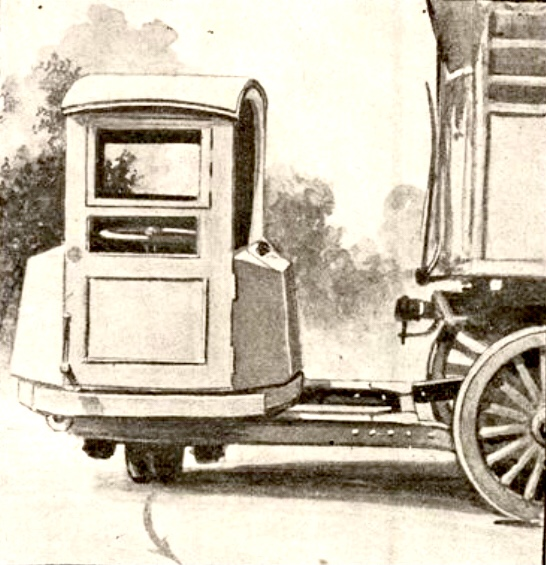
One Wheel Truck beim Wenden